# Owen Hart
Owen James Hart (ur. 7 maja 1965 w Calgary, zm. 23 maja 1999 w Kansas City) – kanadyjski wrestler. Członek wielopokoleniowej rodziny kanadyjskich zawodowych zapaśników – Rodziny Hartów. Sławę w wrestlingu zyskał występując m.in. w federacji World Wrestling Federation (WWF) pod swoim imieniem i nazwiskiem oraz w gimmicku zamaskowanego wrestlera jako The Blue Blazer. Dwukrotny WWF Intercontinental Champion oraz jednokrotny posiadacz mistrzostwa WWF European Championship. Czterokrotny mistrz tag teamów jako zdobywca WWF World Tag Team Championship, a także zwycięzca turnieju King of the Ring (1994). Uznawany za jednego z najlepszych kanadyjskich zawodników wrestlingu w historii.

## Kariera

### Wczesne życie, początki i pierwsze występy w wrestlingu
Jako uczeń szkoły średniej zaczął trenować zapasy. Później kontynuował treningi zapasów na studiach w University of Calgary. Następnie rozpoczął treningi wrestlingu pod okiem swojego ojca Stu Harta i zaliczał występy dla kanadyjskiej federacji Stampede Wrestling oraz walczył w Wielkiej Brytanii. W 1987 przeniósł się do japońskiej New Japan Pro-Wrestling, gdzie w 1988 zdobył tytuł IWGP Junior Heavyweight Championship stając się pierwszym w historii nie-japońskim posiadaczem tego mistrzostwa.

### World Wrestling Federation i inne federacje (1988 – 1999)
Sukces jaki odniósł w Japonii zostając pierwszym nie-japońskim zdobywcą tytułu IGPW Junior Heavyweight Championship przyciągnął uwagę oficjeli World Wrestling Federation (WWF), którzy zaczęli upatrywać Harta jako potencjalny nowy nabytek do swoich programów. W tym samym czasie w WWF obecny był brat Owena – Bret Hart, który współtworzył tag team z Jimem Neidhartem o nazwie The Hart Foundation.
Latem 1988 Hart podpisał swój pierwszy kontrakt z WWF i zaczął występować w gimmicku zamaskowanego superbohaterskiego high-flyera o imieniu The Blue Blazer. Swój debiut w pay-per-view The Blue Blazer odbył na gali Survivor Series (1988) w listopadzie 1988, a w kolejnych miesiącach zaliczał występy jako mid-carder. W 1989 opuścił WWF i zaczął występy zarówno pod swoim imieniem i nazwiskiem oraz w gimmicku The Blue Blazera. Okresowo powrócił do New Japan Pro Wrestling oraz występował na terenie Republiki Federalnej Niemiec i amerykańskich federacjach niezależnych. Pojawił się również w World Championship Wrestling (WCW), jednak negocjacje w sprawie jego kontraktu nigdy nie doszły do sfinalizowania przez co po raz drugi podpisał umowę z WWF. Zaczął występować w tag teamie z Jimem Neidhartem w ramach drużyny New Foundation, a później w tag teamie z Koko B. Ware – drużyna ta przyjęła nazwę High Energy.
W 1993 występował w United States Wrestling Association (USWA) jednak niedługo później doznał kontuzji kolana w rywalizacji z Jerrym Lawlerem i zaczął pauzować w występach do jesieni 1993. W czerwcu 1994 wygrał turniej King of the Ring (1994) pokonując w finale Razor Ramona. Po tym zwycięstwie przybrał przydomek The King of Harts. Od lata 1994 prowadził rywalizację ze swoim bratem Bretem – jedną z walk pomiędzy nimi było starcie w steel cage matchu o WWF Championship podczas gali SummerSlam (1994) – dziennikarz wrestlingowy Dave Meltzer ocenił tę walkę przyznając maksymalne pięć gwiazdek.
Podczas gali WrestleMania XI w kwietniu 1995 dołączył do niego Yokozuna z którym sięgnął po swój pierwszy tytuł w WWF – WWF Tag Team Championship pokonując drużynę The Smoking Gunns. Następnie jego menedżerami zostali Mr. Fuji (jako menedżer Yokozuny) i Jim Cornette. Następnie tytuły tag teamowe Hart i Yokozuna stracili na rzecz Shawna Michaelsa i Diesela na gali In Your House 3. Po raz kolejny po tytuły tag teamów sięgnęli na gali In Your House 10 pokonując ponownie The Smoking Gunns.
Pod koniec kwietnia 1997 sięgnął po swój pierwszy tytuł WWF Intercontinental Championship pokonując Rocky’ego Maivię. Był członkiem stajni (jako jedyny biały wrestler) Afroamerykańskich wrestlerów o nazwie Nation of Domination. Mniej więcej w tym samym czasie dołączył również do ponownie uformowanej stajni złożonej z Kanadyjczyków i osób ich wspierających – Hart Foundation, która znana była z nastawienia antyamerykańskiego. Wtedy też wśród kibiców wrestlingu nastąpił podział na tych kibicujących Kanadyjczykom skupionym wokół Hart Foundation oraz tych kibicującym rodowitym Amerykanom. Po kontrowersyjnym wydarzeniu znanym pod nazwą Montreal Screwjob i odejściu Breta Harta, Jima Neidharta i Davey Boy Smitha do WCW, Owen Hart był jedynym wrestlerem z Rodziny Hartów, który pozostał w WWF. W kolejnych tygodniach otrzymał nowe przydomki jako The Lone Hart i The Black Hart i zaczął rywalizować z D-Generation X oraz samym Triple H’m.
Po gali SummerSlam (1998) założył drużynę z Jeffem Jarrettem, a ich valetem została Debra. W następnych tygodniach prowadzono storyline, w którym Hart miał romans z Debrą a później przyczynił się do kontuzji Dana Severna przez co musiał opuścić WWF (w kayfabe). W kolejnych tygodniach sprokurowano powrót Harta do telewizji w gimmicku The Blue Blazera, który zaprzeczał w wywiadach, że pod maską nie jest Owenem Hartem, dlatego też na zmianę postać The Blue Blazera odgrywana była przez Jeffa Jarreta i Owena Harta, a także przez Koko B. Ware dla udowodnienia, że żaden z obu nie jest Blue Blazerem. Do śmierci Harta w maju 1999 na gali Over the Edge (1999) Jeff Jarrett występował z nim w tag teamie.

### Tytuły i osiągnięcia

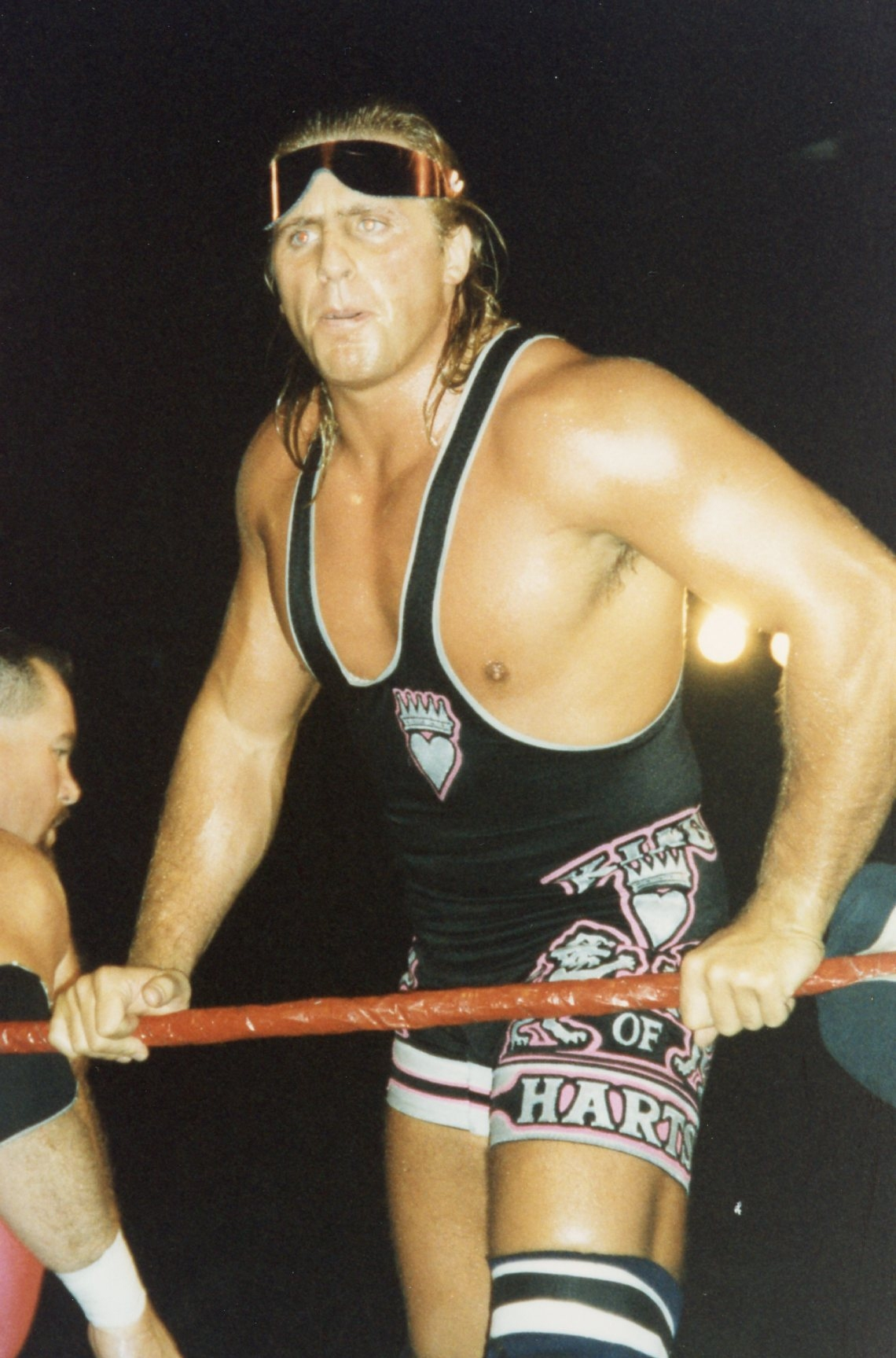
Owen Hart występujący w swoim charakterystycznym trykocie zapaśniczym.

- George Tragos/Lou Thesz Professional Wrestling Hall of Fame
  - Wprowadzony w 2018
- Legends Pro Wrestling
  - LPW Hall of Fame (wprowadzony w 2011)
- Prairie Wrestling Alliance
  - Prairie Wrestling Alliance Hall of Fame (wprowadzony w 2010)
- New Japan Pro-Wrestling
  - IWGP Junior Heavyweight Championship (1 raz)
- Pro Wrestling Illustrated
  - Nagroda życia (1999)
  - Feud roku (1994) vs Bret Hart
  - Debiutant roku (1987)
  - Sklasyfikowany na 10. miejscu wśród 500 najlepszych wrestlerów w zestawieniu PWI 500 w 1994
  - Sklasyfikowany na 66. miejscu wśród 500 najlepszych wrestlerów w zestawieniu „PWI Years” w 2003
  - Sklasyfikowany na 84. miejscu wśród 100 najlepszych tag teamów w zestawieniu „PWI Years” w 2003 – z Davey Boy Smithem
- Professional Wrestling Hall of Fame
  - Wprowadzony w 2019
- Pro Wrestling This Week
  - Wrestler tygodnia (5–11 lipca 1987)
- Canadian Wrestling Hall of Fame
  - Wprowadzony indywidualnie
  - Wprowadzony z Rodziną Hartów
- Stampede Wrestling
  - Stampede British Commonwealth Mid-Heavyweight Championship (1 raz)
  - Stampede Wrestling International Tag Team Championship (1 raz) – z Benem Bessarabem
  - Stampede North American Heavyweight Championship (2 razy)
  - Stampede Wrestling Hall of Fame (wprowadzony w 1995)
- United States Wrestling Association
  - USWA Unified World Heavyweight Championship (1 raz)
- World Wrestling Federation
  - WWF European Championship (1 raz)
  - WWF Intercontinental Championship (2 razy)
  - WWF Tag Team Championship (4 razy) – z: Yokozuną (2 razy), The British Bulldogiem (1 raz) oraz Jeffem Jarrettem (1 raz)
  - Zwycięzca King of the Ring (1994)
  - Zwycięzca Madison Square Garden Royal Rumble (1994)
  - WWF World Tag Team Championship Tournament (1997) – z The British Bulldogiem
  - WWF Intercontinental Championship Tournament (1997)
  - Slammy Awards (3 razy)
    - Biggest Rat (1994)
    - Squared Circle Shocker (1996 – Nagrodę początkowo przyznano Shawnowi Michaelsowi za upadek w ringu z powodu wyczerpania podczas walki z Owenem Hartem, jednakże sam Hart przywłaszczył statuetkę dla siebie stwierdzając, że to on przyczynił się do zmęczenia walką i w rezultacie do upadku Michaelsa.)
    - Best Bow Tie (1997 – Po zaprezentowaniu nagrody, Hart nigdy nie przyznał jej żadnemu z nominowanych kandydatów i zamiast tego ukradł ją dla siebie.)
- Wrestling Observer Newsletter
  - Najlepszy highflyer (1987, 1988)
  - Najlepszy feud (1997) The Hart Foundation vs Stone Cold Steve Austin

### Rekord w Luchas de Apuestas
| Zwycięzca (stawka) | Przegrany (stawka)  | Lokalizacja       | Gala                                 | Data         | Uwagi |
| ------------------ | ------------------- | ----------------- | ------------------------------------ | ------------ | ----- |
| El Canek (maska)   | Blue Blazer (maska) | Naucalpan, Meksyk | Gala Universal Wrestling Association | 19 maja 1991 |       |

## Życie osobiste, tragiczna śmierć i spuścizna w wrestlingu
Owen Hart był dwunastym i najmłodszym dzieckiem Stu Harta i jego żony Helen. Jego jedenaścioro rodzeństwa to Smith, Bruce, Keith, Wayne, Dean, Ellie, Georgia, Bret, Alison, Ross i Diana – cała familia wraz z osobami spowinowaconymi znana jest jako Rodzina Hartów. W 1989 poślubił Marthę, z którą znał się od szkoły średniej. Para doczekała się dwójki dzieci – syn Oje Edward Hart (ur. 1992) oraz córka Athena Christie Hart (ur. 1995). Hart posiadał oprócz kanadyjskiego obywatelstwa (prawo ziemi) również obywatelstwo amerykańskie ze względu na to, że jego matka Helen była Amerykanką (prawo krwi).
Owen Hart zginął tragicznie podczas gali wrestlingu federacji WWF Over the Edge (1999), która odbywała się w hali Kemper Arena w Kansas City. Hart wystąpić miał w gimmicku The Blue Blazera – zamaskowanego „bufoniastego superherosa” w walce przeciwko The Godfatherowi o mistrzostwo interkontynentalne WWF Intercontinental Championship. Podczas spektakularnego wejścia The Blue Blazera jakim był zjazd na linie do ringu (WWF chciało powtórzyć podobny wyczyn Shawna Michaelsa z gali WrestleMania XII z 1997 roku), w pewnym momencie zatrzaski lin na szelkach asekuracyjnych otworzyły się, przez co Owen Hart spadł z wysokości 22 metrów uderzając głową o narożnik ringu. Zmarł w drodze do szpitala Truman Medical Center z powodu obrażeń ciała (stwierdzono krwotok wewnętrzny). Przed tym tragicznym wypadkiem Owen Hart wykonał podobne wejścia tylko kilka razy. W czasie gdy sztab medyczny opatrywał Harta, komentator wrestlingu Jim Ross wielokrotnie na antenie powtarzał widzom gali, że wypadek jaki się przytrafił, „nie był elementem rozrywki”, lecz tragicznym wydarzeniem. W trakcie gali Ross poinformował widzów show, że Hart zmarł. Kibice zgromadzeni w hali jednak nie usłyszeli tej wiadomości, a prezes WWF Vince McMahon nie zadecydował o odwołaniu pozostałych walk na gali – po 15 minutach przerwy galę wznowiono z kolejnymi pojedynkami.
Następnego dnia (24 maja 1999) wyemitowano specjalny odcinek Raw is War poświęcony Owenowi Hartowi. Wykonano 10 symbolicznych uderzeń w gong, a na rampie prowadzącej do ringu zgromadzono wrestlerów i oficjeli WWF, którzy oddali hołd zmarłemu zapaśnikowi. Jego żona Martha, niespełna miesiąc od wypadku wszczęła proces sądowy wymierzony w WWF i Vince’a McMahona. W listopadzie 2000 proces został zakończony ugodą z WWF i McMahonem na kwotę 18 mln dolarów amerykańskich jako odszkodowania za śmierć jej męża. Część pieniędzy trafiła do rodziców Owena, reszta kwoty zasiliła konto powstałej wtedy fundacji Owen Hart Foundation prowadzonej przez Marthę Hart.
Martha Hart po latach od wypadku stwierdziła w wywiadzie dla telewizji CBS następująco: Wszystko zostało zrobione źle. Samo przygotowanie do wyczynu było mocno zaniedbane. Zatrudniono niewykwalifikowany zespół. Ludzie, którzy to mieli przygotować, powiedzieli: „nie zrobimy tego rodzaju sztuczki, bo jest niebezpieczna”. Zostali więc zastąpieni ludźmi, którzy po prostu zrobili to, co im kazano. Sprzęt także nie był odpowiedni. Owen nigdy nie kwestionował swojego bezpieczeństwa. Był pewien, że zatrudniono ludzi, którzy wiedzieli co robią. Oddał życie w ich ręce, ale ich to nie obchodziło. Nie mieli szacunku dla życia Owena.
Wdowa po Owenie – Martha Hart bardzo mocno krytykowała podejście federacji WWF i samego McMahona do wydarzenia słowami: To, że nie zatrzymali show, było przerażające. Kiedy Owen zmarł, wyrzucili go jakby do śmieci. Inni wrestlerzy walczyli na ringu pobrudzonym jego krwią. Był to całkowity brak szacunku dla ludzkiego życia.
W 2013 roku Kevin Kelly – były konferansjer ringowy WWF wyjawił, że nagranie upadku Owena znajduje się w siedzibie WWE w Stamford i jest opatrzone klauzulą „nie publikować, nie usuwać, nie kopiować”.
W 2017 Jim Ross stwierdził w wywiadzie, że śmierć Owena Harta była najbardziej szokującym momentem jakiego doświadczył w wrestlingu.
W 2018 wprowadzany do WWE Hall of Fame, Mark Henry poprosił Marthę Hart o pozwolenie na wprowadzenie Owena do galerii sław WWE. Martha Hart po raz kolejny odmówiła komentując zapytanie Henry’ego w następujący sposób: Oni nawet nie mają korytarza sław. Takie coś nie istnieje. Nie ma nic. To fałszywy byt. Nie ma tam nic prawdziwego ani namacalnego. Muszą zarabiać pieniądze. Pokazują to w telewizji i świętują, a to jest po prostu żałosne. Nigdy by mnie to nie bawiło. To śmieci.
W 2020 po raz kolejny wdowa po Owenie wystąpiła przeciwko WWE nie zgadzając się na wprowadzenie jej męża do galerii sław WWE Hall of Fame – w podobnym tonie wypowiedział się jej syn – Oje Edward. Bret Hart z kolei stwierdził, że „Martha popełniła błąd i jej celem nie jest dbanie o żywą pamięć o Owenie, lecz jej zatarcie”.
Owena Harta uznawano za jednego z najlepszych performerów we wrestlingowym ringu. Wielu jego kolegów z biznesu zawodowych zapasów, a także fanów tej rozrywki sportowej stwierdzało, że Owen Hart był jednym z najlepszych zawodowych zapaśników w historii wrestlingu. Kanadyjski wrestler Kevin Owens nadał imię swojemu synowi po Harcie, a także przyjął pseudonim ringowy („Owens”) po Owenie.
W 2021 federacja wrestlingu All Elite Wrestling (AEW) ogłosiła turniej Owen Hart Cup w partnerstwie z fundacją Owen Hart Foundation. Pierwszą edycję turnieju Owen Hart Cup rozegrano w 2022.